# Pycnonotus tympanistrigus
Pycnonotus tympanistrigus е вид птица от семейство Pycnonotidae. Видът е почти застрашен от изчезване.

## Разпространение
Видът е разпространен в Индонезия.